# Elezioni parlamentari nelle Filippine del 2025
Le elezioni parlamentari nelle Filippine del 2025 si sono tenute il 12 maggio per il rinnovo del Congresso (Tutti i seggi della Camera dei rappresentanti e la metà dei seggi del Senato), il parlamento del paese.
Esse, pur avendo visto la vittoria della maggioranza relativa dei partiti politici facenti parte dell’alleanza Alyansa para sa Bagong Pilipinas — vicina al Presidente in carica Ferdinand Marcos Jr., hanno altresì visto un consistente rafforzamento dei membri dell’alleanza DuterTen, a supporto della Vicepresidente in carica Sara Duterte (e di suo padre, l’ex-Presidente Rodrigo Duterte), causando così, essendo i secondi ormai da tempo in cattivi rapporti con il capo dello Stato per una serie di ragioni politiche e personali, un certo imbarazzo nel governo e specialmente al Senato, essendo in quel momento corso il tentativo di impeachment della stessa.

## Sistema elettorale
Il sistema elettorale filippino varia in base alla Camera, essendo la Camera dei rappresentanti più politicamente rappresentativa del Senato.

### Congresso dei Deputati
Per le elezioni della Camera dei rappresentanti dunque, ai sensi anche di quanto disposto in parte dalla Costituzione, la legge elettorale filippina prevede l’applicazione di due distinti sistemi elettorali, completamente autonomi tra loro, secondo cui:
- I 4/5 dei seggi (al tempo, 254) è eletto secondo il sistema maggioritario secco all’interno di altrettanti collegi uninominali, secondo cui risulta eletto il candidato che riceve semplicemente il maggior numero di voti (Plurality);
- Il restante 1/5 dei seggi (al tempo, 63) invece, è eletto secondo un sistema proporzionale a lista chiusa di partito ed una fattuale soglia di sbarramento al 2%; in seguito, le preferenze sono tradotte in seggio secondo un quoziente di Hare modificato del metodo del quoziente e dei più alti resti.[13]

Ai sensi della legislazione istitutiva (Legge 7941/1995), peculiarità di questo secondo sistema sono il limite di assegnazione di massimo tre seggi, indipendentemente dal piazzamento, ai partiti politici che superano la soglia richiesta (sebbene, qualora questa non determini un completamento dei seggi, i partiti giunti al di sotto in ordine decrescente possano ricevere un seggio, indipendentemente dalla posizione fino al completamento), ed il fatto di essere stati pensati originariamente come seggi compensativi del deficit di rappresentanza di alcune fasce più marginalizzate della popolazione, tra cui le formazioni legate a donne, giovani, agricoltori, lavoratori, poveri urbani, gruppi etno-culturali (eccetto quelli religiosi) ed altri soggetti qualificati dalla legge medesima. Ad oggi tuttavia, anche grazie ad alcune sentenze miliari della Corte suprema (tra cui BANAT contro COMELEC e Atong Paglaum contro COMELEC), tale categoria è stata progressivamente aperta, sebbene con alcune limitazioni ed a specifiche condizioni.

### Senato
Per le elezioni del Senato, invece, la legge elettorale filippina, adottata per il rinnovo di solo metà dei membri ad ogni tornata, prevede l’applicazione di un “sistema maggioritario plurinominale a blocchi”, dovendosi votare per i singoli candidati anziché per i partiti politici. 
All’interno di un collegio unico nazionale, dunque, gli elettori dispongono di ben 12 voti, che possono liberamente redistribuire (secondo gli schemi del voto di preferenza) e, in tal senso, vengono eletti i primi soggetti che hanno ottenuto il maggior numero di voti (Plurality).

## Risultati

### Camera dei rappresentanti

#### Circoscrizioni regolari
| Lakas—CMD                                 | 16 596 698 | 32,87 | 103 |  |  |  |
| Partito di Unità Nazionale (NUP)          | 6 080 987  | 12,05 | 31  |  |  |  |
| Coalizione Popolare Nazionalista (NPC)    | 5 974 201  | 11,83 | 31  |  |  |  |
| Partito Federale delle Filippine (PFP)    | 5 286 538  | 10,47 | 27  |  |  |  |
| Partito Nazionalista delle Filippine (NP) | 4 724 803  | 9,36  | 22  |  |  |  |
| Partito Liberale delle Filippine (LP)     | 1 555 941  | 3,08  | 6   |  |  |  |
| Azione Democratica (AD)                   | 1 341 540  | 2,66  | 3   |  |  |  |
| Partito Democratico delle Filippine (PDP) | 666 067    | 1,32  | 2   |  |  |  |
| Hugpong sa Tawong Lungsod (HSTL)          | 542 710    | 1,07  | 3   |  |  |  |
| Laban ng Demokratikong Pilipino (LDP)     | 314 981    | 0,62  | 2   |  |  |  |
| Altri (<0,58%)                            | 3 029 067  | 6,00  | 12  |  |  |  |
| Indipendenti (IND)                        | 4 371 611  | 8,66  | 11  |  |  |  |
| Totale                                    | 50 485 144 | 100   | 254 |  |  |  |
|                                           |            |       |     |  |  |  |
| Voti non validi                           | 6 585 150  | 11,54 |     |  |  |  |
| Votanti                                   | 57 070 294 | 83,40 |     |  |  |  |
| Elettori                                  | 68 431 965 |       |     |  |  |  |

#### Circoscrizione speciale
| Akbayan (A)                           | 2 779 621  | 6,63  | 3  |  |  |  |
| Duterte Youth (DY)                    | 2 338 564  | 5,57  | 3  |  |  |  |
| Lista di Partito Tingog (TPL)         | 1 822 708  | 4,34  | 3  |  |  |  |
| Lista di Partito 4Ps (PFP)            | 1 469 571  | 3,50  | 2  |  |  |  |
| Lista di Partito ACT-CIS (ACT-CIS PL) | 1 239 930  | 2,96  | 2  |  |  |  |
| Ako Bicol (AKB)                       | 1 073 119  | 2,56  | 2  |  |  |  |
| Uswag Ilonggo (USWAG)                 | 777 754    | 1,85  | 1  |  |  |  |
| Altri (<1,85%)                        | 3 029 067  | 7,22  | 47 |  |  |  |
| Totale                                | 41 950 339 | 100   | 63 |  |  |  |
|                                       |            |       |    |  |  |  |
| Voti non validi                       | 15 400 619 | 26,85 |    |  |  |  |
| Votanti                               | 57 350 958 | 82,31 |    |  |  |  |
| Elettori                              | 69 673 655 |       |    |  |  |  |

### Senato
| Bong Go (eletto)            | Partito Democratico delle Filippine (PDP-Laban) — DuterTen                   | 27 121 073  | 6,33  |  |  |  |  |  |
| Bam Aquino (eletto)         | Katipunan ng Nagkakaisang Pilipino (KNP) — KiBam                             | 20 971 899  | 4,89  |  |  |  |  |  |
| Ronald dela Rosa (eletto)   | Partito Democratico delle Filippine (PDP-Laban) — DuterTen                   | 20 773 946  | 4,85  |  |  |  |  |  |
| Erwin Tulfo (eletto)        | Lakas—CMD — Alyansa para sa Bagong Pilipinas                                 | 17 118 881  | 4,00  |  |  |  |  |  |
| Francis Pangilinan (eletto) | Partito Liberale delle Filippine (PLP) — KiBam                               | 15 343 229  | 3,58  |  |  |  |  |  |
| Rodante Marcoleta (eletto)  | Indipendente (IND) — DuterTen                                                | 15 250 723  | 3,56  |  |  |  |  |  |
| Panfilo Lacson (eletto)     | Indipendente (IND) — Alyansa para sa Bagong Pilipinas                        | 15 106 111  | 3,53  |  |  |  |  |  |
| Tito Sotto (eletto)         | Coalizione Popolare Nazionalista (NPC) — Alyansa para sa Bagong Pilipinas    | 14 832 996  | 3,46  |  |  |  |  |  |
| Pia Cayetano (eletta)       | Partito Nazionalista delle Filippine (NP) — Alyansa para sa Bagong Pilipinas | 14 573 430  | 3,40  |  |  |  |  |  |
| Camille Villar (eletta)     | Partito Nazionalista delle Filippine (NP) — Alyansa para sa Bagong Pilipinas | 13 651 274  | 3,19  |  |  |  |  |  |
| Lito Lapid (eletto)         | Coalizione Popolare Nazionalista (NPC) — Alyansa para sa Bagong Pilipinas    | 13 394 102  | 3,13  |  |  |  |  |  |
| Imee Marcos (eletto)        | Partito Nazionalista delle Filippine (NP)                                    | 13 339 227  | 3,11  |  |  |  |  |  |
| Ben Tulfo                   | Indipendente (IND)                                                           | 12 090 090  | 2,82  |  |  |  |  |  |
| Bong Revilla                | Lakas—CMD — Alyansa para sa Bagong Pilipinas                                 | 12 027 845  | 2,81  |  |  |  |  |  |
| Abigail Binay               | Coalizione Popolare Nazionalista (NPC) — Alyansa para sa Bagong Pilipinas    | 11 808 645  | 2,76  |  |  |  |  |  |
| Benhur Abalos               | Partito Federale delle Filippine (PFP) — Alyansa para sa Bagong Pilipinas    | 11 580 520  | 2,70  |  |  |  |  |  |
| Jimmy Bondoc                | Partito Democratico delle Filippine (PDP-Laban) — DuterTen                   | 10 615 598  | 2,48  |  |  |  |  |  |
| Manny Pacquiao              | Partito Federale delle Filippine (PFP) — Alyansa para sa Bagong Pilipinas    | 10 397 133  | 2,43  |  |  |  |  |  |
| Phillip Salvador            | Partito Democratico delle Filippine (PDP-Laban) — DuterTen                   | 10 241 491  | 2,39  |  |  |  |  |  |
| Bonifacio Bosita            | Riding-in-Tandem Team (RiTT) — Indipendente                                  | 9 805 903   | 2,29  |  |  |  |  |  |
| Heidi Mendoza               | Indipendente (IND)                                                           | 8 759 732   | 2,04  |  |  |  |  |  |
| Willie Revillame            | Indipendente (IND)                                                           | 8 568 924   | 2,00  |  |  |  |  |  |
| Vic Rodriguez               | Indipendente (IND) — DuterTen                                                | 8 450 668   | 1,97  |  |  |  |  |  |
| Raul Lambino                | Partito Democratico delle Filippine (PDP-Laban) — DuterTen                   | 8 383 593   | 1,96  |  |  |  |  |  |
| Francis Tolentino           | Partito Federale delle Filippine (PFP) — Alyansa para sa Bagong Pilipinas    | 7 702 550   | 1,80  |  |  |  |  |  |
| Jayvee Hinlo                | Partito Democratico delle Filippine (PDP-Laban) — DuterTen                   | 7 471 704   | 1,74  |  |  |  |  |  |
| Willie Ong (ritiratosi)     | Azione Democratica (AD)                                                      | 7 371 944   | 1,72  |  |  |  |  |  |
| Gregorio Honasan            | Partito Riforma PH (Reform PH)                                               | 6 700 772   | 1,56  |  |  |  |  |  |
| Luke Espiritu               | Partido Lakas ng Masa (PLM)                                                  | 6 481 413   | 1,51  |  |  |  |  |  |
| Altri (<1,35%)              | —                                                                            | 68 554 199  | 16,00 |  |  |  |  |  |
| Totale                      | Totale                                                                       | 428 489 615 | 100   |  |  |  |  |  |
|                             |                                                                              |             |       |  |  |  |  |  |
| Schede bianche              | Schede bianche                                                               | 0           | 0,00  |  |  |  |  |  |
| Schede nulle                | Schede nulle                                                                 | 17 098 020  | 29,81 |  |  |  |  |  |
| Votanti                     | Votanti                                                                      | 57 350 958  | 82,31 |  |  |  |  |  |
| Elettori                    | Elettori                                                                     | 69 673 655  |       |  |  |  |  |  |

Nota: Il totale esposto, 428.489.615, non corrisponde al totale dei singoli voti espressi per un partito, bensì la somma delle preferenze totali: poiché infatti il sistema elettorale filippino permette di esprimere non dei veri e propri voti per un partito, bensì preferenze singole per i candidati, ogni elettore può esprimere plurime preferenze ed il numero totale, conseguentemente, è maggiore.
Nota: Sul numero dei votanti (57.350.958), 40.252.938 (70,19%) sono votanti che hanno espresso voti validi.